# Bredevoort Schittert
Bredevoort Schittert voorheen de Gondelvaart van Bredevoort is een jaarlijks lichtfeest dat in het Gelderse vestingstadje Bredevoort wordt gehouden. Het evenement bestaat onder andere uit lichttaferelen, straattheater, livemuziek, exposities van amateurkunstenaars en fotografen en een lichtroute door het stadje, waarbij de straten en tuinen uitsluitend verlicht worden met lampen en vetpotjes. Tijdens het evenement is de straatverlichting gedoofd.

## Geschiedenis
Van 1928 tot en met 2009 werd met vlotten gevaren over de stadsgracht van het stadje nadat het bestuur van de Vereniging Volksfeest in Laag-Keppel een gondelvaart zag. De Aaltensche Courant schreef toen: Daar viel zulk een waterfeest erg in de smaak. Vooral bij avond als alles feestelijk verlicht wordt, zijn er schitterende anzichten te behalen.. Tot 1935 werden de gondelvaarten al jaarlijks gehouden, altijd als voorbereiding op het  Bredevoortse volksfeest en ook in die tijd kwamen mensen van heinde en verre om te kijken. Tijdens de Grote Depressie moesten de gondelvaarten stoppen in 1935. In 1968 maakte de gondelvaart een doorstart en voeren er dat jaar in Bredevoort acht kleine gondels, getrokken door roeiboten en verlicht met vetpotjes en lantaarns.

## Bredevoort Schittert
In 2010 werd een nieuwe opzet bekendgemaakt. De gondels heten vanaf dan lichttaferelen en blijven vanaf dat jaar op een vaste plaats liggen en het publiek loopt er langs, rondom de taferelen wordt meestal een combinatie van muziek en theater uitgevoerd. De titel Bredevoort Schittert die in 2008 aan het evenement werd gegeven is tevens de nieuwe naam van het evenement geworden. Tegenwoordig zijn er veertien groepen bouwers die de nieuwste lichttechnieken gebruiken, waarbij vroeger veel gebruik werd gemaakt van aan elkaar gesoldeerde fietslampjes, worden er nu veel leeslampjes gebruikt Ongeveer driehonderdvijftig vrijwilligers spelen een rol in het gebeuren. Bredevoort Schittert is een evenement met straattheater, exposities van amateurkunstenaars en fotografen, exposities, livemuziek, en een lichtroute door het stadje, waarbij veel inwoners tuinen en straten verlichten met lampen en vetpotjes. Het evenement is tegenwoordig een belangrijk onderdeel van de Bredevoortse en Achterhoekse zomerfestiviteiten.

## Afbeeldingen

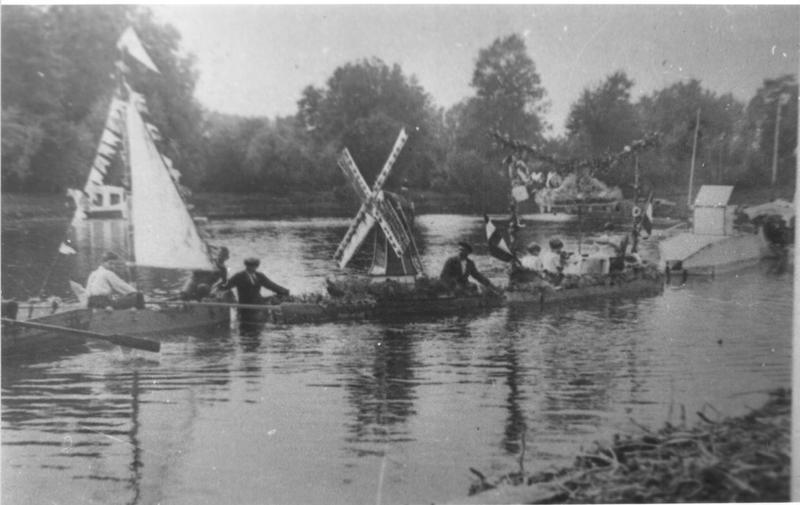
Gondelvaart van 1928
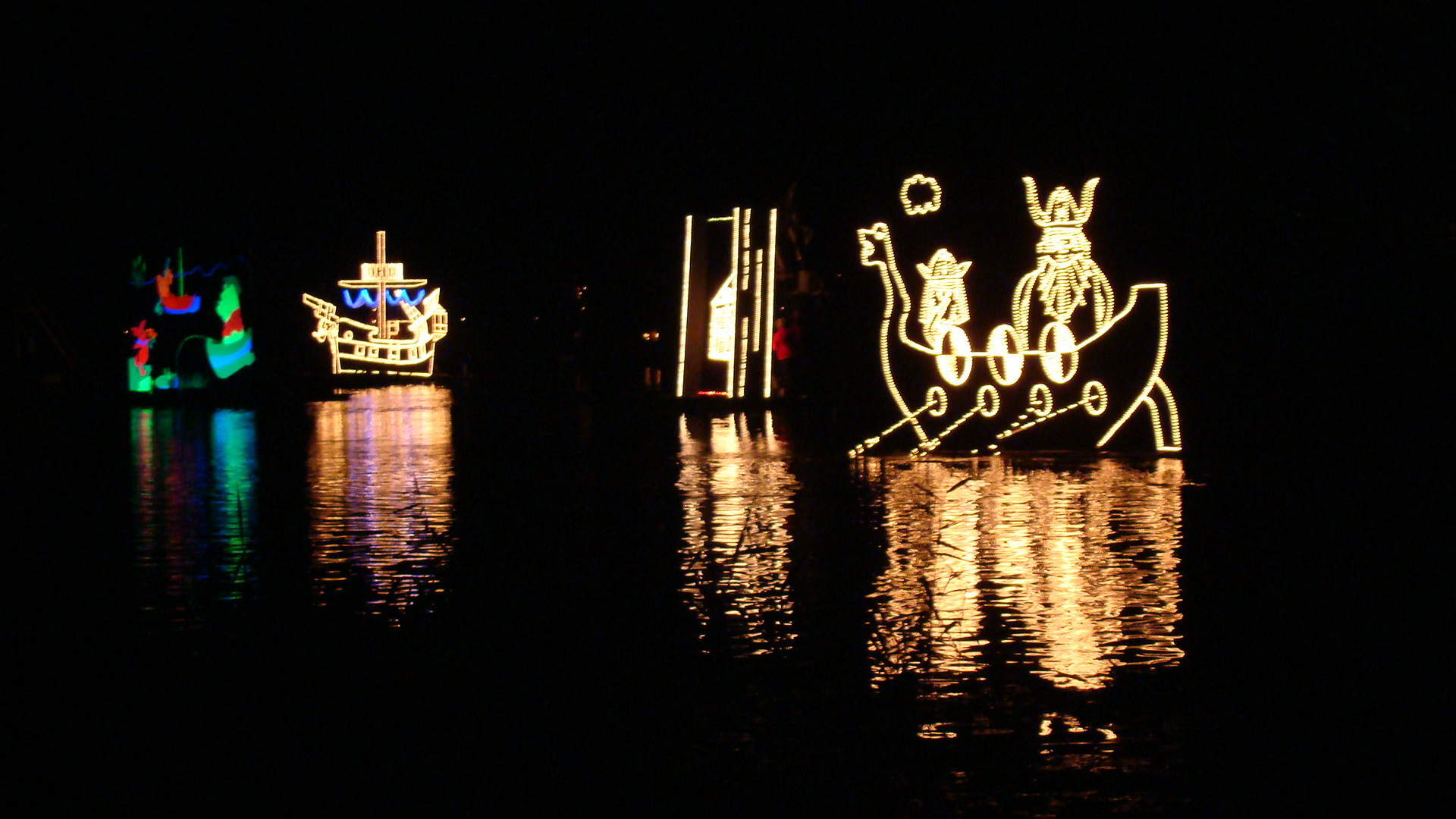
Gondelvaart anno (2008)
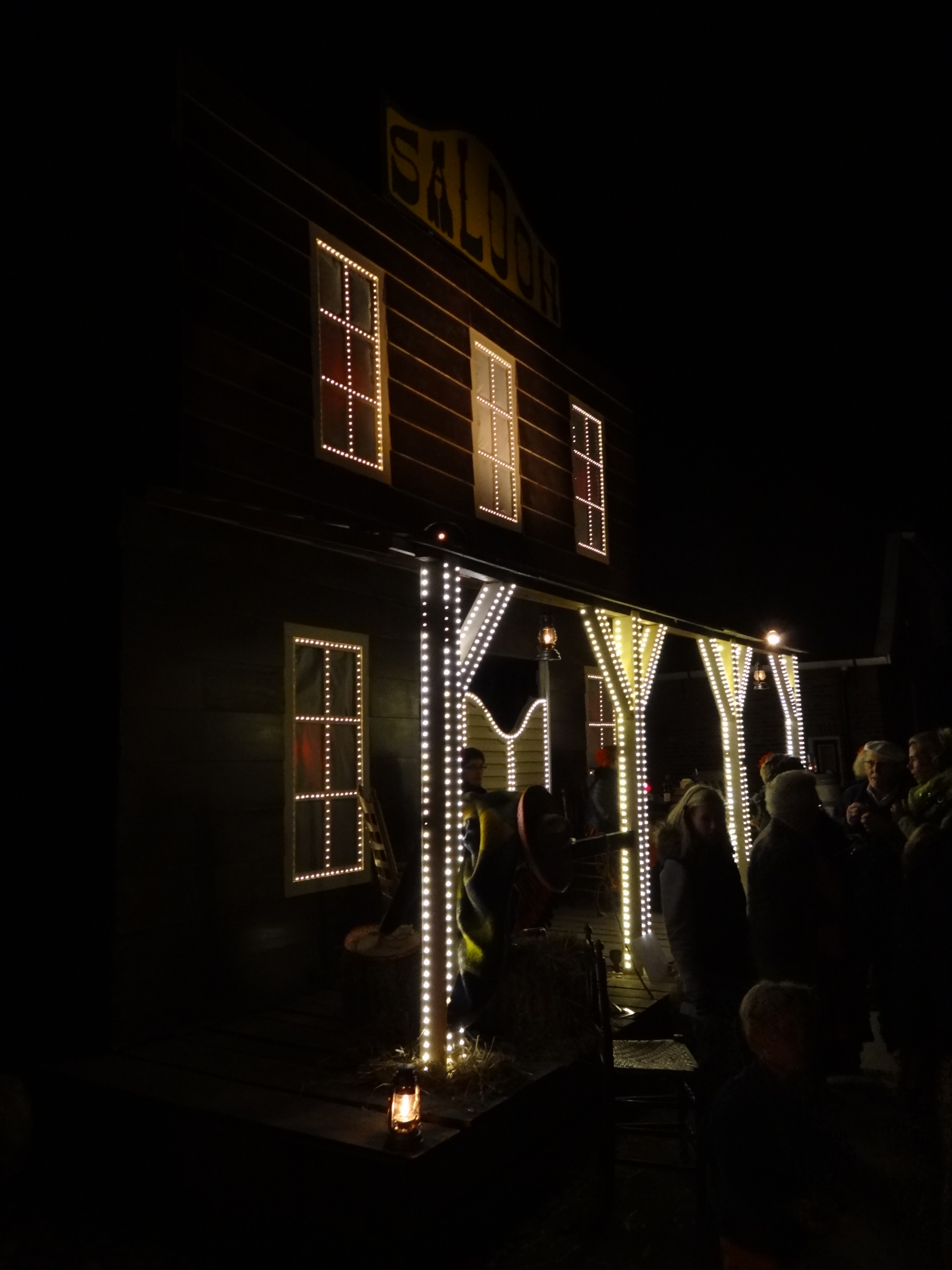
Bredevoort Schittert anno (2013)
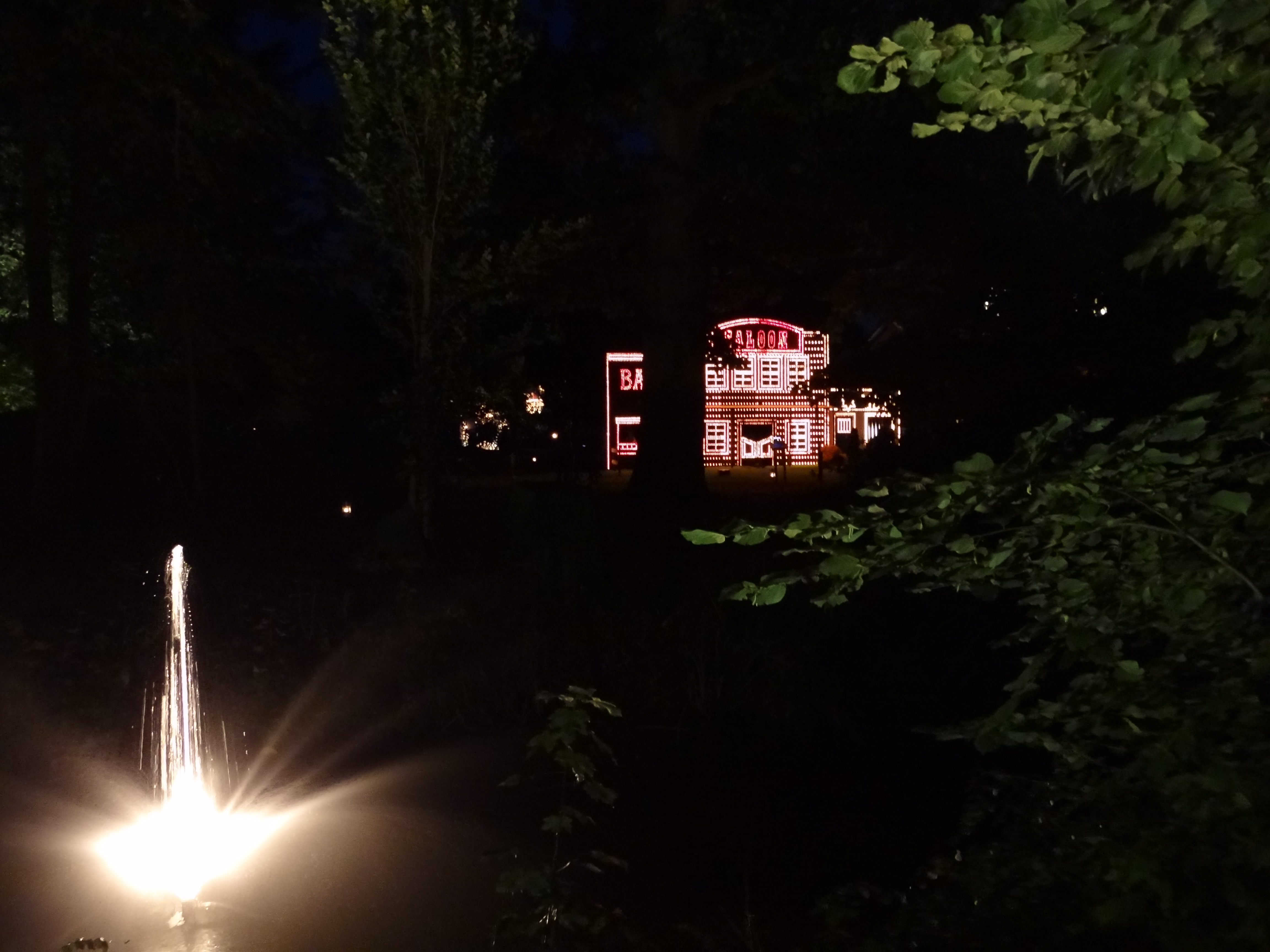
Bredevoort Schittert anno (2013)